# Ōoku

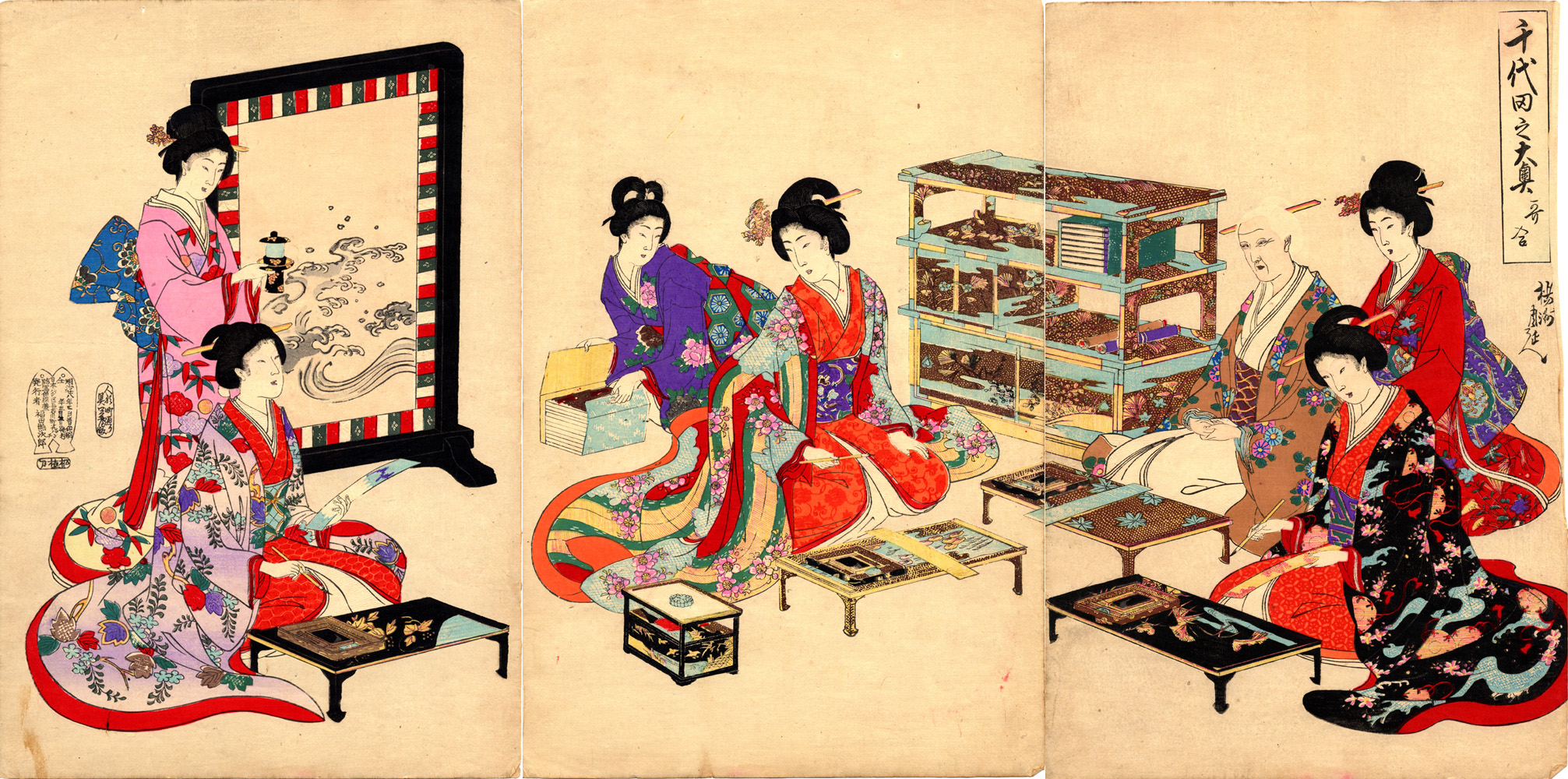
Ooku-utaawase

Ōoku syftar på kvinnornas bostadskvarter i Edoslottet i Chiyoda i Tokyo i Japan, den del av slottet där kvinnor tillhöriga den regerande shogun bodde. Termen användes också allmänt om kvinnornas bostad i varje slott tillhörande en daimyō.
Shoguns harem var organiserad i en bestämd hierarki, med sina egna regler. 